# Закарія Гонейм
Мухаммед Закарія Гонейм (араб. زكريا غنيم, англ. Muhammed Zakaria Goneim; 1905 — 2 січня 1959) — єгипетський єгиптолог і археолог, відомий своїми розкопками в Саккарі і відкриттям піраміди Сехемхета.

## Біографія
Мухаммед Гонейм закінчив Каїрський університет у 1934 році, де він навчався на кафедрі єгиптології, заснованій російським єгиптологом Володимиром Голєнищевим, який був першим керівником цієї кафедри з 1924 до 1929 року.
Після закінчення університету Гонейм працював спочатку хранителем Департаменту старожитностей в Саккарі, а потім, у 1939 році отримав посаду Головного інспектора Департаменту старожитностей в Саккарі. Вчений встиг попрацювати інспектором в Асуані, в Едфу, в фіванському некрополі в Луксорі, якийсь час обіймав цю посаду для всього Південного Єгипту.
9 березня 1951 року Мухаммеда Гонейма знову перевели інспектором в Саккару. На цій посаді вчений брав активну участь в розкопках в некрополі Саккари, а також вивчав храм Уніса, розташований поблизу Мемфіса. 27 вересня 1951 року повернувся до розкопок в Саккару, і 29 січня 1952 року зробив відкриття, яке принесло йому світову славу: виявив там залишки незавершеної піраміди, засипаної пісками пустелі. Розкопки цієї піраміди тривали декілька років, і 31 травня 1954 року Гонейм вступив до поховальної камери, де виявився незайманий алебастровий саркофаг. Шляхом аналізу написів на саркофазі й шляхом порівняльного аналізу незавершеної піраміди та гробниць фараонів III династії Гонейм довів, що знайдене в піраміді ім'я, обведене в серех Гора, ймовірно належить невідомому до тих пір спадкоємцю Джосера — Сехемхету. Таким чином, відкрита Гонеймом піраміда стала вважатися другою за давністю в Єгипті після піраміди Джосера.
Мухаммед Закарія Гонейм загинув при трагічних обставинах (безпідставно обвинувачений в нелегальній контрабанді старожитностей, Гонейм кинувся у річку Ніл) у 1959 році. Його мармуровий бюст встановлено перед Єгипетським музеєм у місті Каїрі.

## Праці
- (англ.)The Buried Pyramid. Longmans, Green; London, New York; 1956
- (англ.)(рос.)The lost pyramid. Rinehart; New York; 1956 (русский перевод: Потерянная пирамида. — М.: Географгиз, 1959. — 118 с.: илл.)
- (фр.)Excavations at Saqqara: Horus Sekhem-khet, the unfinished step pyramid at Saqqara; Impr. de l'Institut français d'archéologie orientale; Le Caire, 1957